# Anne Blanc
Pour les articles homonymes, voir Blanc (homonymie).
Anne Blanc, née le 20 juillet 1966 à Rodez (Aveyron), est une femme politique française, membre du Parti radical de gauche puis de La République en marche. Elle est élue députée dans la deuxième circonscription de l'Aveyron lors des élections législatives de 2017.

## Parcours
Fille de Jean Carrière et Andrée Barrière, Anne Blanc, après son diplôme d'Infirmière du centre hospitalier de Rodez, part deux ans au Brésil, de 1990 à 1992 avec son mari médecin. Ils travaillent comme coopérants dans un hôpital en Amazonie. En rentrant du Brésil elle s'engage dans la vie associative. Elle est élue présidente d'un club de basket.

### Maire
Après avoir été élue maire de Naucelle pour la première fois en 2001, elle se représente aux élections municipales de 2008. Le taux de participation est de 81,61 % (1 331 votants pour 1 631 inscrits). Elle est élue avec 911 voix soit 69,64 % des exprimés puis élue maire par le conseil municipal
À la suite de la réforme introduite par la loi n°2013-403 du 17 mai 2013 qui s'applique à partir du renouvellement général des conseils municipaux de 2014, Naucelle entre dans la catégorie des communes dont le mode de scrutin est le scrutin de liste à deux tours avec représentation proportionnelle
Pour ces élections municipales de 2014, elle conduit la liste Divers gauche Naucelle, une ambition partagée face à la liste Modem Naucelle pour tous menée par Vincent Sudres. Il n'y a qu'un seul tour, le 23 mars 2014, qui voit se déplacer aux urnes 1 260 votants ce qui représente 77,87 % des 1 618 inscrits. Sa liste arrive en tête avec seulement 44 voix d'avance : 598 voix (51,91 % des exprimés) et obtient 15 sièges au conseil municipal contre 554 voix (48,09 %) et 4 sièges à son adversaire. Le 29 mars 2014 lors d'une réunion du conseil municipal, elle est élue maire pour la troisième fois.
Le 9 juillet 2017, elle démissionne de son mandat de maire, conformément à la loi sur le cumul des mandats, c'est l'adjointe à l'urbanisme Karine Clément qui est élue maire par 12 voix contre six à l'ancien premier adjoint Pierre Cluzel

### Conseillère départementale
En 2015, à l'issue du 1er tour des élections départementales de 2015, deux binômes sont en ballottage : Anne Blanc et Jean-Marie Pialat (PRG, 41,58 %) et Jacques Barbezange et Nicole Fouillade (UDI, 40,31 %). Le taux de participation est de 65,53 % (7 420 votants sur 11 323 inscrits). Au second tour, Anne Blanc et Jean-Marie Pialat (PRG) sont élus avec 51,54 % des suffrages exprimés et un taux de participation de 67,43 % (3 721 voix pour 7 634 votants et 11 322 inscrits).
Au sein du conseil départemental, elle est membre de la commission aménagement du territoire et des infrastructures et de la commission de l’attractivité des territoires, de la ville, de l’économie, du tourisme et de l’agriculture.
À peine élue dans l'hémicycle départemental, elle provoque la scission avec les socialistes au département pour devenir présidente d'un groupe radical et citoyen de cinq membres et brigue la présidence du département.

### Communauté de communes Pays Ségali
Le 17 janvier 2017, elle est élue présidente de la nouvelle communauté de communes Pays Ségali, communauté de communes née de la fusion, le 1er janvier 2017, de la communauté de communes du Pays Baraquevillois, de la communauté de communes du Naucellois et d'une partie de la communauté de communes Viaur Céor Lagast (les communes de Calmont, Cassagnes-Bégonhès et Sainte-Juliette-sur-Viaur).

### Députée
Le 10 mai 2017, elle reçoit l'investiture de La République en marche pour les élections législatives françaises de 2017 dans la deuxième circonscription de l'Aveyron. Quelques jours plus tard, elle reçoit le soutien de la députée sortante socialiste Marie-Lou Marcel, qui ne se représente pas. À la suite du retrait de son concurrent André At (LR), Anne Blanc est élue députée le 18 juin 2017 avec 100 % des suffrages exprimés, seule candidate au second tour et fait partie du groupe LREM à l'Assemblée nationale où elle occupe le siège no 317. Elle est désignée par le président de l'Assemblée nationale pour faire partie de la commission nationale d'aménagement commercial (CNAC) dont elle est ensuite élue première vice-présidente.
Elle renonce à se représenter lors des élections législatives de 2022.

## Mandats

### Députée
- 18 juin 2017 - 21 juin 2022 : députée de la 2e circonscription de l'Aveyron pour la XVe législature.

### Conseillère départementale
- 2 avril 2015 - 1er juillet 2021 : conseillère départementale du Canton de Ceor-Ségala

### Maire
- du 19 mars 2001 au 9 juillet 2017 : maire de Naucelle (Aveyron)

## Distinctions
- Chevalier de la Légion d'honneur
- Chevalier de l'ordre national du Mérite

Le 14 novembre 2012, Anne Blanc est nommée au grade de chevalier dans l'ordre national du Mérite au titre de « maire de Naucelle (Aveyron), présidente de la communauté de communes du Naucellois ; 23 ans de services » puis faite chevalier le 21 septembre 2013. Elle est promue, le 15 mai 2025, au grade d'officier au titre d'« ancienne députée de l'Aveyron, ancienne présidente de la commission nationale d'aménagement commercial ».
Le 30 décembre 2016, elle est nommée au grade de chevalier dans l'ordre national de la Légion d'honneur au titre de « conseillère départementale de l'Aveyron, maire de Naucelle ; 27 ans de services » puis faite chevalier de l'ordre le 31 mars 2017.

## Pour approfondir